# Marston Green
Marston Green är en ort i Storbritannien.   Den ligger i distriktet Solihull i grevskapet West Midlands i riksdelen England, i den södra delen av landet, 150 km nordväst om huvudstaden London. Marston Green ligger 94 meter över havet och antalet invånare är 5 000.
Terrängen runt Marston Green är platt. Runt Marston Green är det tätbefolkat, med 819 invånare per kvadratkilometer. Närmaste större samhälle är Birmingham, 10,4 km väster om Marston Green. Trakten runt Marston Green består till största delen av jordbruksmark.